# Sylvia Saurel
Pour les articles homonymes, voir Saurel.
Marie-Paule Rivalain, connue sous le nom de Sylvia Saurel, est une actrice française, née le 23 septembre 1939 à Lorient en Bretagne.

## Biographie

### Jeunesse
Marie-Paule Rivalain est née le 23 septembre 1939 à Lorient en Bretagne.

### Carrière
En 1964, Sylvia Saurel apparaît pour la première fois dans le téléfilm De doux dingues de Guy Labourasse, dans le rôle de Colette, aux côtés de Maria Pacôme et Bernard Noël. En 1965, Agnès Varda l’engage dans son troisième film dramatique Le Bonheur avec Jean-Claude Drouot et Marie-France Boyer. En 1966, elle revient sur le plateau de télévision pour jouer dans Le Philosophe sans le savoir de Jean-Paul Roux.
Après une apparition dans la série télévisée Les Sept de l'escalier quinze B en 1967, elle tient le rôle de Jacqueline pour Oscar d’Édouard Molinaro aux côtés de Louis de Funès, Claude Gensac et Claude Rich.
En 1968, elle joue Faustine dans le feuilleton télévisé Affaire Vilain contre Ministère public. Dans cette même année, elle est appelée par Claude Lelouch pour un rôle de prostituée dans La Vie, l'Amour, la Mort.
En 1971, elle apparaît dans l’épisode L'Agence Barnett d’Arsène Lupin et Attention : Nécroses mentales d’Aux frontières du possible, ainsi que la mini-série La Dame de Monsoreau dans laquelle elle endosse les costumes de la duchesse de Montpensier.
En 1972, elle devient la comtesse de Fréville dans l’épisode Le Petit Matelot de Schulmeister, l'espion de l'empereur.

### Vie privée
Le 23 août 1964, Sylvia Saurel se marie avec l’acteur Bernard Noël (1926-1970), rencontré quelques mois plus tôt sur le plateau du téléfilm De doux dingues dans la même année. En 1965, ils ont un enfant prénommé Rémy. En 1968, le couple se sépare après le festival de Vaison-la-Romaine : « Sylvia Saurel était charmante et arrondissait les angles avec Bernard », se souvient la comédienne Annie Bertin. À la mort de son mari en 1970, son fils unique est adopté par l’acteur Claude Rich.

## Filmographie

### Longs métrages
- 1965 : Le Bonheur d’Agnès Varda
- 1967 : Oscar d’Édouard Molinaro : Jacqueline
- 1969 : La Vie, l'Amour, la Mort de Claude Lelouch : la prostituée

### Téléfilms
- 1964 : De doux dingues de Guy Labourasse : Colette
- 1966 : Le Philosophe sans le savoir de Jean-Paul Roux : mademoiselle Sophie Vanderk

### Séries télévisées
- 1967 : Les Sept de l'escalier quinze B : madame Boulanger
- 1968 : Affaire Vilain contre Ministère public : Faustine
- 1971 : Arsène Lupin : Clothilde (saison 1, épisode 5 : L'Agence Barnett)
- 1971 : Aux frontières du possible : Annie Leroy (saison 1, épisode 2 : Attention : Nécroses mentales)
- 1971 : La Dame de Monsoreau : la duchesse de Montpensier
- 1972 : Schulmeister, l'espion de l'empereur : la comtesse de Fréville (saison 1, épisode 2 : Le Petit Matelot)

## Théâtre
- 1962 : L'Escampette (Come Blow Your Horn, 1961) de Neil Simon, mise en scène par Christian-Gérard : Solange
- 1968 : La Mégère apprivoisée (The Taming of the Shrew, 1594) de William Shakespeare, mise en scène par Bernard Noël au festival de Vaison-la-Romaine
- 1968 : Shakespeare a-t-il existé ?, animée par Alain Decaux à Carpentras.